# Wilhelminasingel (Breda)

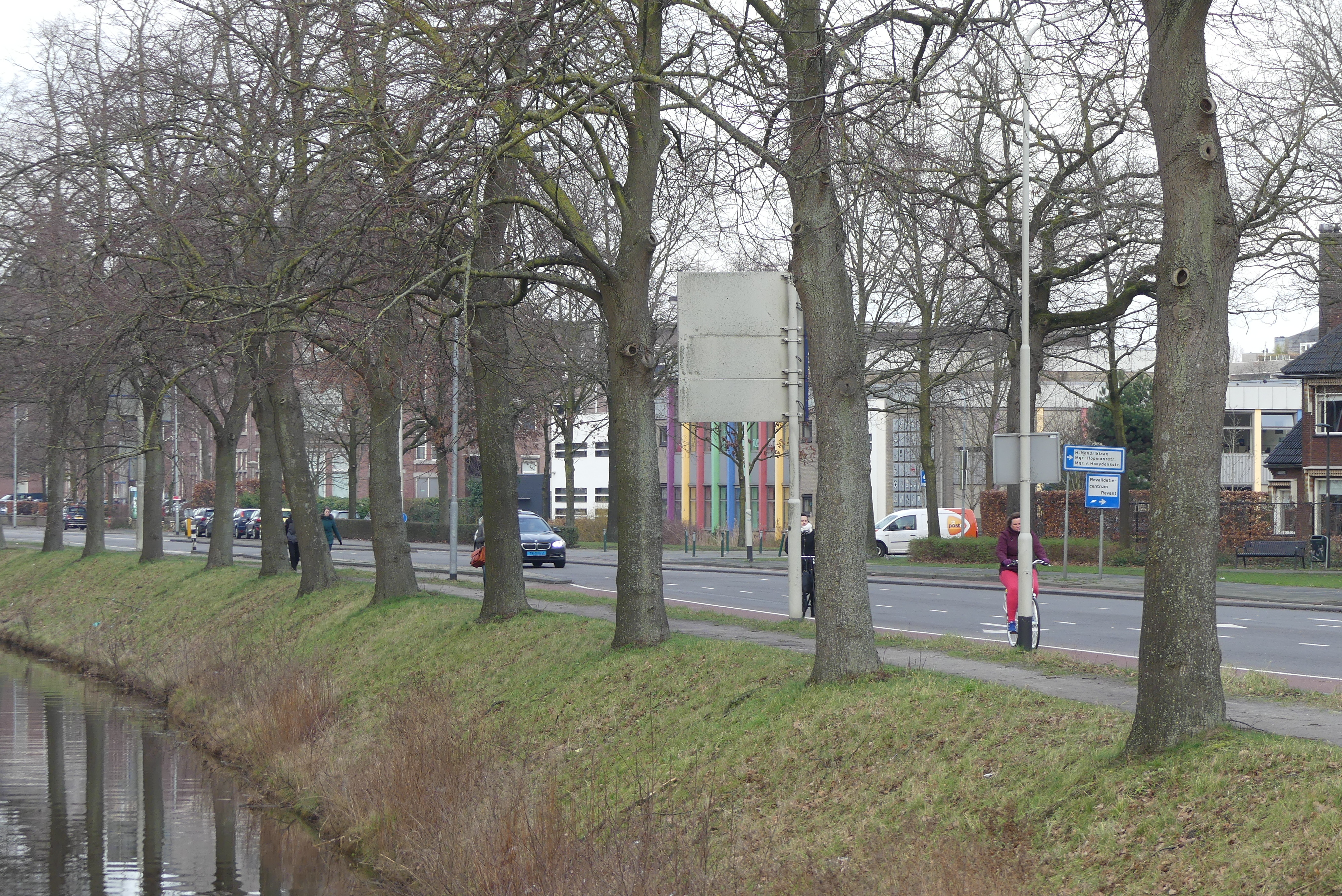
Singel ter hoogte van de Brabantlaan

Wilhelminasingel is een straat in het centrum van Breda. De singel loopt parallel aan het riviertje de Mark, dat om het centrum van Breda stroomt. De Wilhelminasingel is onderdeel van de Bredase singelring en ligt in het verlengde van de Oranjesingel en de Boeimeersingel. Aan de centrumzijde ligt onder meer het Chassé Park.

## Bebouwing, monumenten en parken
Aan de Wilhelminasingel bevinden zich onder meer een oude watertoren uit de 19de eeuw, het Florijn College (MBO Handel en Zakelijke Dienstverlening) en het voormalige Sint Ignatius ziekenhuis.
Op de hoek van de Wilhelminasingel en de Lovensdijkstraat staat sinds 1954 de Poolse Kapel, De kapel staat in een plantsoen en is een geschenk van Breda aan de Poolse gemeenschap als dankbetuiging voor de bevrijding op 29 oktober 1944. Alle soldaten van de Eerste Poolse Pantserdivisie werden ereburger van Breda.
Verder ligt aan de Wilhelminasingel het Wilhelminapark. Op een hoek van het park, waar de Polen en Duitsers in hevig gevecht raakten, staat een oorlogsmonument dat de Poolse bevrijders gedenkt. Op een hardstenen zuil vechten twee adelaars, de Poolse adelaar onderwerpt de Duitse adelaar. Aan de overkant staat een Duitse Panther/D-tank, die door de Polen werd buitgemaakt en aan de Bredase burgerij werd gegeven. Hij is in groen-gele schutkleuren beschilderd.